# Herminium haridasanii
Herminium haridasanii är en orkidéart som beskrevs av A.Nageswara Rao. Herminium haridasanii ingår i släktet honungsblomstersläktet, och familjen orkidéer.
Artens utbredningsområde är Arunachal Pradesh. Inga underarter finns listade i Catalogue of Life.